# Análise de custo de ciclo de vida

## RESUMO
O custeio ciclo de vida é uma abordagem fundamental no campo da gestão de custos, que envolve a análise e o controle dos custos associados a um produto ou serviço ao longo de todas as etapas do seu ciclo de vida, desde a concepção até a sua disposição final. Essa abordagem leva em consideração não apenas os custos diretos de produção, mas também os custos indiretos e ocultos, como os custos de desenvolvimento, manutenção, atualização, operação e descarte. Ao adotar o custeio ciclo de vida, as empresas podem obter uma visão abrangente dos custos envolvidos e tomar decisões estratégicas mais informadas.
Robert S. Kaplan, renomado autor e professor de Harvard Business School, destaca a importância do custeio ciclo de vida, afirmando que "o custeio ciclo de vida ajuda a empresa a compreender a dinâmica dos custos ao longo do ciclo de vida do produto e, assim, tomar decisões estratégicas de forma mais informada". Essa compreensão permite que as empresas identifiquem áreas de ineficiência e oportunidades para melhorar a rentabilidade em todas as fases do ciclo de vida do produto.
Uma das principais vantagens do custeio ciclo de vida é a capacidade de identificar e gerenciar os custos ocultos associados a um produto ou serviço. Peter B. B. Turney, um dos principais especialistas em gestão de custos, enfatiza que "ao adotar o custeio ciclo de vida, as empresas podem identificar os custos ocultos associados a um produto, como os custos de manutenção, atualização e descarte, e tomar medidas para reduzi-los ou gerenciá-los de forma mais eficiente". Essa abordagem possibilita uma alocação eficiente de recursos e uma melhor gestão financeira.
Além disso, o custeio ciclo de vida permite que as empresas avaliem o impacto financeiro de diferentes estratégias ao longo do tempo. H. Thomas Johnson, um renomado autor na área de gestão de custos, destaca que "o custeio ciclo de vida possibilita que as empresas avaliem o impacto financeiro de diferentes estratégias ao longo do tempo, permitindo uma alocação eficiente de recursos e uma tomada de decisão mais embasada". Essa avaliação abrangente dos custos ao longo do ciclo de vida do produto facilita a identificação de oportunidades de redução de custos e melhoria da eficiência em todas as etapas do processo.
Michael E. Porter, autor amplamente reconhecido por suas contribuições na área de estratégia competitiva, ressalta a importância estratégica do custeio ciclo de vida, afirmando que "o custeio ciclo de vida é uma abordagem fundamental para o gerenciamento estratégico de custos, pois considera não apenas os custos de produção, mas também os custos de aquisição, manutenção, operação e descarte de um produto ao longo de sua vida útil". Essa perspectiva abrangente dos custos ajuda as empresas a identificar áreas-chave onde podem obter vantagens competitivas por meio da otimização dos custos ao longo do ciclo de vida do produto.

## CUSTEIO DO CICLO DE VIDA
Surgiu no cenário evolutivo da contabilidade gerencial por volta de 1985, uma fase em que a atenção se voltou para a redução de desperdícios de recursos econômicos requeridos nos projetos e gerenciamento de custos, por meio de uma administração de maneira estratégica dos custos.
Segundo Sakurai, “o custeio do ciclo de vida é um método de apuração do custo de um produto ou de um equipamento durante toda a sua vida útil. Com isso, o custeio ciclo de vida é conceituado como um método de apuração do custo de um produto até o fim de sua vida útil. E esse custeio está cada dia mais presente, evoluído e necessário e dessa forma, diversos autores consideram esse custo como um apoio à competitividade dos negócios. No caso dos automóveis, este período pode ser de 5 (cinco) a 10 (dez) anos. No caso dos remédios de 3 (três) a 5 (cinco) anos, para roupas, pode ser em menos de 1 (um) ano. Esse método não obedece ao calendário normal, o qual a empresa mede seus lucros de maneira anual, trimestral ou mensal, mas é todos o período de vida do produto, o qual depende da sua particularidade individual. É bastante útil aos administradores, principalmente nas decisões de orçamento de investimentos ou decisões sobre a fabricação de produtos de qualidade a um custo de vida total mais baixo.
Conforme Sakurai também, os custos do ciclo de vida têm duas categorias: custos de produção e custos do usuário. Na categoria dos custos de produção incluem-se todos os custos em que o fabricante incorre durante todo o ciclo de vida do produto. Na categoria dos custos do usuário, incluem-se todos os custos em que o usuário incorre para obter, usar e dispor do produto.
A maneira de se mensurar custos com base em seu ciclo de vida, envolve e depende de diversos fatores, tais como: O tempo de maturação das espécies, a mão de obra utilizada durante todo o ciclo de vida, entre outros gastos incorridos, estes que não podem ser previstos e nem controlados. A apuração dos custos de vida é uma alternativa para o setor que busca se renovar cada vez mais diante de um cenário competitivo, o que assegura um menor custo na sua produtividade, e dessa forma se apresentando como uma opção de gerenciamento de custos na cultura estudada. Esse método de custeio abrange um raio bem maior de custos, o que se torna capaz de definir a rentabilidade em longo prazo.
SAKURAI (1997) afirma que no atual ambiente dos negócios verifica-se uma crescente necessidade de quantificar e analisar o custo total do ciclo de vida dos produtos, envolvendo não apenas os custos de produção e marketing, mas também os custos de propriedade, operação, manutenção e descarte. Esse autor explica que, em muitas circunstâncias, os custos pós-aquisição podem superar em muito os de aquisição. Em função disso, recomenda -se identificar e analisar o custo total do ciclo de vida para orientar decisões sobre produtos, sobretudo quando as organizações são afetadas por forças concorrentes mais agressivas.
KAPLAN et al (1997:609) consideram que a compreensão do custo total do ciclo de vida de um produto ou serviço é ponto crítico para se compreender e analisar com maior precisão os fatores que impactam os custos. Esses autores acrescentam que o sistema de custeio baseado no ciclo de vida fornece informações detalhadas para se exercer uma gestão mais eficaz sobre o custo total do produto, que vai do seu desenvolvimento ao descarte.
NAKAGAWA (2000:35) explica que a redução de custos e a eliminação de todas as formas de desperdícios requer uma maior atenção para com a gestão do custo total do ciclo de vida do produto, principalmente em mercados mais competitivos. Em sua avaliação, os sistemas de custeio tradicionais não favorecem a obtenção de dados que permitam a identificação e eliminação de atividades que não adicionam valor ao produto. No mesmo trabalho, o Prof. Nakagawa defende a ideia de que as empresas devem alicerçar suas decisões estratégicas em informações que contemplem todo o ciclo de vida dos produtos
FABRYCKY (1991) explica que o objetivo da análise de custos baseada no ciclo de vida do produto é, em última instância, identificar a alternativa de decisão que mais contribua para minimizar o custo total do consumidor. Na mesma obra, esse autor destaca que as decisões de compra que se baseiam exclusivamente no preço do produto, embora mais cômodas, quase sempre acabam provocando resultados indesejáveis do ponto de vista financeiro. Fabrycky adverte ainda que os sistemas contábeis tradicionais nem sempre permitem uma visibilidade satisfatória do custo total, especialmente no que se refere aos gastos efetuados com a operação e manutenção dos sistemas.
Segundo Kotler e Keller (2016) o ciclo de vida do produto pode ser dividido em 4 estágios: introdução, crescimento, maturidade e declínio.
O estágio introdutório consiste em um período na qual a empresa busca inserir o produto no mercado e construir uma base de clientes. Nesse estágio há um baixo crescimento de vendas e não há lucro em decorrência das pesadas despesas referentes ao lançamento do produto.
Durante o estágio de crescimento em virtude de uma rápida aceitação do mercado ao produto as vendas e os lucros aumentam significativamente, e a concorrência começa a surgir.
No estágio de maturidade ocorre uma estabilização das vendas pois o produto já está consolidado no mercado e já alcançou a aceitação da maioria dos compradores. Nesse período a concorrência se intensifica e as empresas tendem a buscar diferenciar seus produtos, expandir sua participação de mercado e maximizar os lucros.
O estágio final é o declínio e nesse período as vendas apresentam uma queda considerável e os lucros despencam em virtude do surgimento de produtos substitutos ou inovações tecnológicas. Diante desse cenário as empresas precisam tomar decisões estratégicas, como descontinuar o produto ou encontrar formas de prolongar seu ciclo de vida.
Sakurai (1997) também faz uma ilustração das etapas do ciclo de vida do produto, relacionando-as com os tempo. As etapas são: Projeto, Introdução, Crescimento, Maturidade e Declínio.
Na primeira etapa, há o projeto, ou seja, desenvolvimento do produto. Nessa etapa se faz a pesquisa, o desempenho e projeto do produto, como será sua fabricação e o marketing para a introdução.
Na segunda, começa de maneira eficaz a produção do produto, conforme avaliado no projeto. Nesse estágio é necessário resiliência, pois o crescimento das vendas tende a ser lento até entrar no estágio de crescimento. Nesse estágio pode ocorrer: demora na expansão da capacidade de produção, problemas técnicos para a correção de imperfeições, distribuição inadequada e há resistência dos clientes.
Na terceira etapa, é quando o produto começa a satisfazer as necessidades dos clientes e do vendas, e consequentemente, as vendas começam a subir. Há aumento dos clientes anteriores e os novos clientes entrarão em grande escala. É essencial que nessa etapa tenha novas estratégias de negócios para alavancar os negócios. As estratégias devem abrangir métodos que favoreçam o aumento das vendas dos produtos, métodos de diferenciação em relação à concorrência, criando – se assim, uma marca e imagem forte, a fim de proteger os lucros da empresa.
Na etapa da maturidade, é quando o produto já está difundido ao máximo. As vendas nesse período já estão constantes e estáveis. Pode haver concorrência, oque faz com que os preços abaixem, por conta da competitividade. A maturidade é quando somente os concorrentes mais bem estabelecidos sobrevivem. Essa etapa apresenta 3 níves: maturidade do crescimento, maturidade estável e maturidade decadente. Na primeira é quando as vendas crescem lentamente, na segunda é a fase de saturação, ou seja, um nível constante de vendas, na terceira o nível de vendas começa a cair na medida que os clientes mudam a preferência por outros produtos e empresas.
Na quinta e última etapa, as vendas tendem a cair e ter forte queda, devido ao surgimento de novos produtos substitutos no mercado. Com isso, força a empresa a fornecer produtos mais baratos. O número de concorrentes começa a diminuir em função da diminuição de lucro, aumentando as perdas por estocagem ou desestimulo da produção. As vendas começam a diminuir por conta das inovações tecnológicas e mudança dos gostos e desejos dos consumidores e há aumento de competição pela inserção de concorrentes estrangeiros. Muitas empresas saem do mercado e canais de distribuição são abandonados.
Kotler (1965), estabelece a seguinte estratégia durante a etapa de declínio do ciclo de vida do produto:
1.Identificação dos produtos fracos - Consiste em adotar medidas que identifiquem os produtos menos rentáveis e tentam reverter o processo, isto é, as equipes de marketing, pesquisa e desenvolvimento, finanças e de produção fazem uma revisão dos produtos fabricados e de acordo com a tendência do mercado quanto a tamanho, participação, preço, custos, lucros, e retorno sobre investimento, identificam aqueles produtos que devem ser mantidos, modificados e abandonados.
2.Determinação da estratégia de marketing - Harrigan (1980, 165-176), analisando as empresas, observou que algumas abandonam os mercado mais rapidamente que outras, dependendo do nível de barreiras à saída. As que permanecerem terão, então, oportunidade de aumentar suas vendas e obterem maiores lucros. Em um estudo estratégico de empresas com o ciclo de vida de seus produtos declinantes, ele distinguiu as seguintes possibilidades para aumentar o ciclo do estágio: Aumentar o investimento da empresa, dominando sua posição competitiva; manter o nível de investimento da empresa até que as incertezas sejam resolvidas; Descartar os grupos de clientes e consumidores não rentáveis; Fortalecer os investimentos naqueles nichos mais rentáveis; Recuperar ao máximo o investimento da empresa para recompor, rapidamente, a posição de caixa; Desacelerar rapidamente a produção, com o fim de livrar dos ativos de maneira mais vantajosa possível.
3. Decisão de abandonar - Quando uma empresa decide abandonar um produto enfrenta decisões posteriores. Se o produto tem forte distribuição, ela pode optar por vende-lo a outra empresa menor. Se a empresa não encontrar um comprador, deve decidir se liquida a marca rápida ou lentamente. Deve também decidir sobre o nível de estoque de componentes e sobre os serviços a manter para os consumidores.

## CONCLUSÃO
O custeio ciclo de vida desempenha um papel crucial na gestão de custos das empresas, permitindo uma análise completa dos custos associados a um produto ou serviço ao longo de todo o seu ciclo de vida. Ao adotar essa abordagem, as empresas podem identificar oportunidades de redução de custos, melhorar a eficiência e tomar decisões estratégicas mais informadas. As citações de autores renomados, como Robert S. Kaplan, Peter B. B. Turney, H. Thomas Johnson e Michael E. Porter, destacam a importância do custeio ciclo de vida como uma ferramenta fundamental para a gestão financeira e competitividade das organizações.

## FONTES BIBLIOGRÁFICAS
{{ FABRYCKY, Wolter J, BLANCHARD. Life-cycle cost and aconomic analysis.
Englewood Cliffs, New Jersey: Prentic e Hall, 1991}}
Predefinição:HARRIGAN, K.R, Harrigan. Strategic Management. Journal 1 (2), 165-176. 1980.
Predefinição:Johnson, H. T. (1988). Relevance Regained: From Top-Down Control to Bottom-Up Empowerment. The Free Press.
Predefinição:KAPLAN, R. COOPER, R. Custo & Desempenho: Administre seus custos para ser mais competitivo. Futura, São Paulo. 1998.
Predefinição:KAPLAN, Robert S. et al. Management Accounting . 2. ed. Prentice -Hall, 1997
Predefinição:KOTLER, Philip. ARMSTRONG, E. Princípios de Marketing. 7a edição. Prentice-Hall do Brasil., São Paulo. 1980.
Predefinição:KOTLER, Philip. Administração de Marketing. 4a edição. Atlas. São Paulo. 1995.
Predefinição:KOTLER, P.; KELLER, K. L. Administração de Marketing. 14. ed. São Paulo: Pearson, 2016.
Predefinição:NAKAGAWA,Masayuki.Gestãoestratégicadecustos. SãoPaulo:Atlas,2000.
Predefinição:PORTER, Michael E. Vantagem Competitiva: Criando e sustentando um desempenho superior. Trad. Elizabeth Maria de Pinho Braga. Rio de Janeiro: Campus, 1990.
Predefinição:SAKURAI, Michiharu. Gerenciamento integrado de custos. Trad. Adalberto Ferreira das Neves . São Paulo: Atlas, 1997.
Predefinição:Turney, P. B. B. (1994). Common Cents: The ABC Performance Breakthrough. Harvard Business Review Press.}}